# Morzyczyn (Kobylanka)

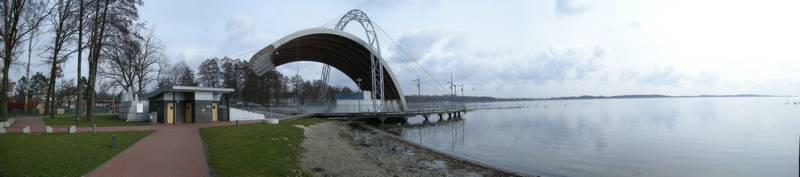
Amphitheater am Madüsee

Morzyczyn (deutsch Moritzfelde) ist ein Dorf mit rund 400 Einwohnern in der polnischen Woiwodschaft Westpommern. Es gehört zur Gmina Kobylanka (Landgemeinde Kublank) im Powiat Stargardzki (Stargarder Kreis).

## Geographische Lage

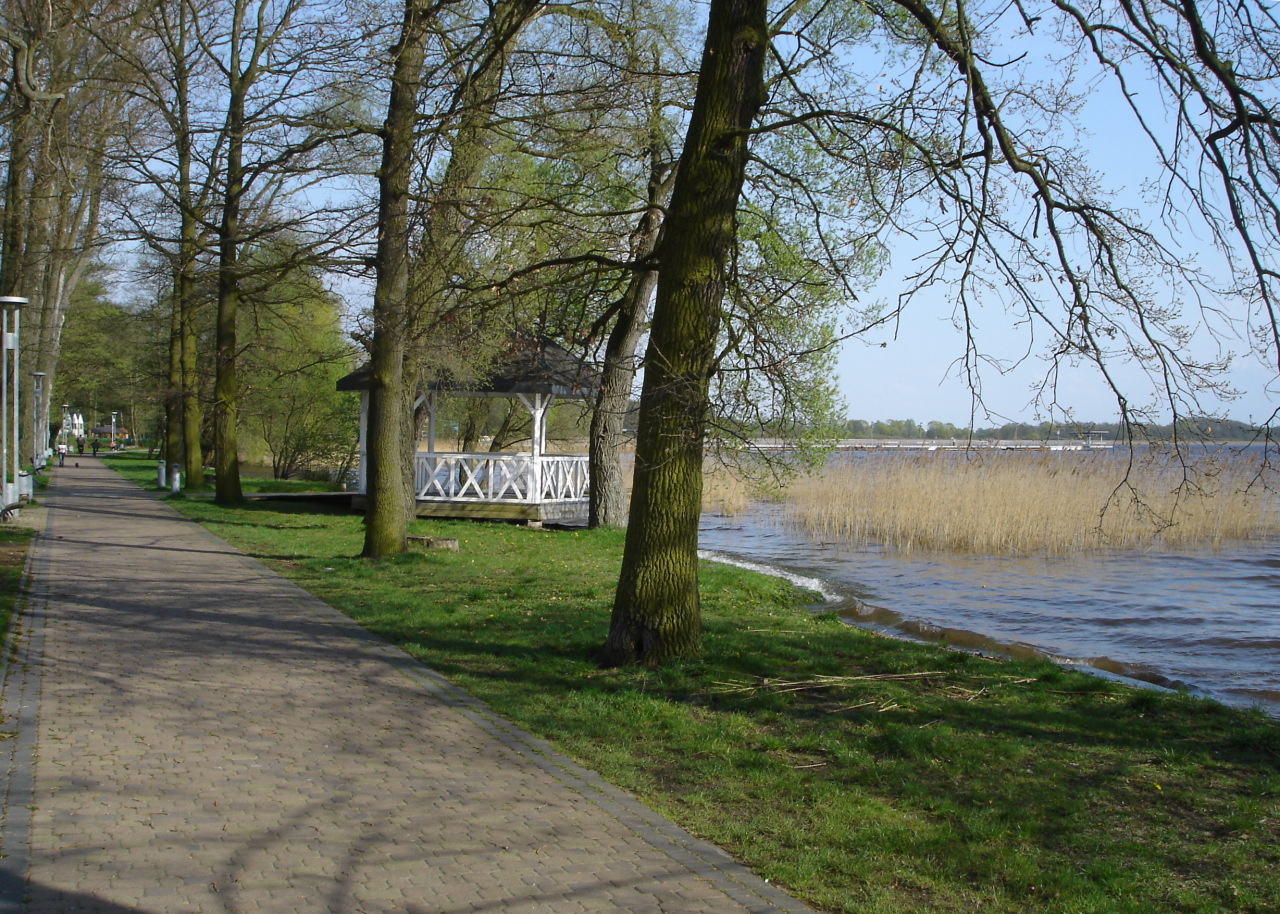
Promenade am Madüsee

Das Dorf liegt in Hinterpommern am Nordufer des Madüsees (poln. Jezioro Miedwie) am Rande einer großen Waldfläche, der Gollnower Heide (poln. Puszcza Goleniowska),  sieben Kilometer westlich von Stargard (Stargard in Pommern).
Nachbarorte sind im Südwesten am See Jęczydół (Brenkenhofswalde), im Westen Kobylanka (Kublank), im Nordosten Miedwiecko (Haltepunkt Madüsee) und dahinter Zielelniewo (Grünhof).

## Geschichte
Das Dorf wurde 1751 durch Moritz von Dessau, damals preußischer Generalmajor in Stargard, als erstes Kolonistendorf am Madüsee gegründet. Nach ihm erhielt es den Namen Moritzfelde. Im Jahr 1786 wurden 28 Haushalte registriert. 1868 wohnten im Dorf 413 Einwohner, im Jahr 1919 dann 352 Einwohner und im Jahr 1925 435 Einwohner.
Zu Beginn des 20. Jahrhunderts entwickelte sich Moritzfelde zu einem beliebten Ausflugsort. Das Land zwischen dem damaligen Ortskern und dem Madüsee wurde von Stettiner und Stargarder Bürgern angekauft und bebaut. Die Stadt Stargard, die 1913/1916 den Madüsee vom preußischen Staat erworben hatte, legte eine Seepromenade an. Es entstanden Ausflugslokale, unter anderem das sogenannte Kurhaus Madüsee, dessen Inhaber 1921 sogar eigenes Notgeld des Seebads Madüsee herausgaben.
Im Jahr 1945 gehörte Moritzfelde zum Landkreis Greifenhagen im Regierungsbezirk Stettin der preußischen Provinz Pommern des Deutschen Reichs. Moritzfelde war dem Amtsbezirk Belkow zugeordnet.
Nach dem Zweiten Weltkrieg wurde Moritzfelde, wie ganz Hinterpommern, militärische Sperrgebiete ausgenommen, seitens der sowjetischen Besatzungsmacht der Volksrepublik Polen zur Verwaltung unterstellt. Es begann nun die Zuwanderung von Polen. Moritzfelde wurde unter dem Namen  „Morzyczyn“ verwaltet. In der Folgezeit wurde die einheimische Bevölkerung von der polnischen Administration aus dem Kreisgebiet vertrieben. 
Die Ufer und der Strand des Madüsees wurden später von den Polen mit einer Promenade und vielen Läden sowie einem Amphitheater auf Wasser bebaut. 

## Kirche
Die Ortsmitte bildete die neoromanische evangelische Kirche aus Feld- und Backsteinen, die im Krieg zerbombt und deren Ruinen später abgetragen wurden. Heute erinnert nur noch ein Denkmal aus Flechtweide an das Gebäude. In den 1990er Jahren wurde im Ort eine neue, nun römisch-katholische Kirche errichtet.

## Söhne und Töchter des Ortes
- Ferdinand August Glienke (1854–1937), deutscher Landschaftsmaler und Aquarellist

## Verkehr
Nördlich des Dorfs, wo sich früher  ca. 1,5 Kilometer Felder bis zum Waldrand erstreckten, verläuft jetzt in Ost-West-Richtung die als Umgehungsstraße angelegte Landesstraße 10. Zuvor verlief die Landesstraße südlich durch den Ort auf der Trasse der ehemaligen Reichsstraße 104.
Kobylanka hat einen  Bahnhof.